# Louisville (Tennessee)
Louisville ist eine City im Blount County im US-amerikanischen Bundesstaat Tennessee. Das U.S. Census Bureau hat bei der Volkszählung 2020 eine Einwohnerzahl von 4.384 ermittelt.
Louisville liegt in der Knoxville Metropolitan Area, der Metropolregion um die Stadt Knoxville.

## Geografie
Louisville liegt im Osten Tennessees am oberen Tennessee River, der über den Ohio zum Stromgebiet des Mississippi gehört.
Die geografischen Koordinaten von Louisville sind 35°49′18″ nördlicher Breite und 84°02′53″ westlicher Länge. Das Stadtgebiet erstreckt sich über eine Fläche von 35,0 km², die sich auf 30,4 km² Land- und 4,6 km² Wasserfläche verteilt.
Nachbarorte von Louisville sind Rockford (12 km östlich), Alcoa (an der südöstlichen Stadtgrenze), Maryville (10,8 km südöstlich), Friendsville (11,3 km südwestlich) und Farragut(26,6 km nordwestlich).
Das Stadtzentrum von Knoxville befindet sich (23 km nordöstlich). Die nächstgelegenen weiteren größeren Städte sind Lexington in Kentucky (300 km nordnordwestlich), Charlotte in North Carolina (378 km ostsüdöstlich), Greenville in South Carolina (276 km südöstlich), Atlanta in Georgia (291 km südlich), Chattanooga (179 km südwestlich), Tennessees Hauptstadt Nashville (292 km westlich), Bowling Green in Kentucky (324 km nordwestlich) und Kentuckys größte Stadt Louisville (405 km nordnordwestlich).

## Verkehr
Der Interstate Highway 140, ein Zubringer des I 40, hat seinen verläuft in Nordwest-Südost-Richtung entlang der nordöstlichen Stadtgrenze von Louisville. Weiterhin treffen im Stadtgebiet von Louisville die Tennessee State Routes 333 und 334 zusammen. Alle weiteren Straßen sind untergeordnete Landstraßen, teils unbefestigte Fahrwege sowie innerörtliche Verbindungsstraßen.
Entlang der östlichen Stadtgrenze von Louisville verläuft eine Eisenbahnlinie für den Frachtverkehr der CSX Transportation (CSXT).
Der nächste Flughafen ist der an der südöstlichen Stadtgrenze gelegene McGhee Tyson Airport von Knoxville.

## Bevölkerung
Nach der Volkszählung im Jahr 2010 lebten in Louisville 2439 Menschen in 1001 Haushalten. Die Bevölkerungsdichte betrug 80,2 Einwohner pro Quadratkilometer. In den 1001 Haushalten lebten statistisch je 2,4 Personen.
Ethnisch betrachtet setzte sich die Bevölkerung zusammen aus 95,7 Prozent Weißen, 1,8 Prozent Afroamerikanern, 0,2 Prozent amerikanischen Ureinwohnern, 0,5 Prozent Asiaten sowie 0,6 Prozent aus anderen ethnischen Gruppen; 1,2 Prozent stammten von zwei oder mehr Ethnien ab. Unabhängig von der ethnischen Zugehörigkeit waren 1,9 Prozent der Bevölkerung spanischer oder lateinamerikanischer Abstammung.
18,8 Prozent der Bevölkerung waren unter 18 Jahre alt, 66,3 Prozent waren zwischen 18 und 64 und 14,9 Prozent waren 65 Jahre oder älter. 48,9 Prozent der Bevölkerung waren weiblich.
Das mittlere jährliche Einkommen eines Haushalts lag bei 58.456 USD. Das Pro-Kopf-Einkommen betrug 35.467 USD. 12,1 Prozent der Einwohner lebten unterhalb der Armutsgrenze.